# Nāz Dasht
Nāz Dasht (persiska: نازدشت) är en ort i Iran.   Den ligger i provinsen Khorasan, i den östra delen av landet, 900 km öster om huvudstaden Teheran. Nāz Dasht ligger 1 375 meter över havet och antalet invånare är 743.
Terrängen runt Nāz Dasht är lite kuperad. Runt Nāz Dasht är det glesbefolkat, med 12 invånare per kvadratkilometer. Nāz Dasht är det största samhället i trakten. Trakten runt Nāz Dasht är ofruktbar med lite eller ingen växtlighet.